# Stevan Kaćanski
Stevan Kaćanski (en serbe cyrillique : Стеван Каћански ; né le 19 décembre 1828 à Srbobran - mort le 16 mai 1890 à Belgrade) était un poète romantique serbe. Il fut également un activiste politique et le fondateur du magazine Grande Serbie. Il est enterré dans l'Allée des Grands du Nouveau cimetière de Belgrade.